# American Dream (álbum de LCD Soundsystem)
American Dream (estilizado en versiones digitales como american dream) es el cuarto álbum de estudio de la banda de rock estadounidense LCD Soundsystem, lanzado en el otoño de 2017, por DFA y Columbia. Se anunció por primera vez el 5 de enero de 2016, el día después de que se revelara que la banda se estaba reuniendo después de una disolución que duró casi cinco años. Es el primer álbum de la banda en siete años, después de This Is Happening (2010).
Antes del lanzamiento, LCD Soundsystem se presentó en grandes festivales de música, así como también en shows más pequeños para promover su reunión. «Call the Police» y «American Dream» se lanzaron juntos como el sencillo principal del álbum el 5 de mayo de 2017, y «Tonite» se lanzó como el segundo sencillo el 16 de agosto de 2017. El álbum recibió la aclamación generalizada de los críticos musicales. El álbum funcionó bien comercialmente y se convirtió en el primer álbum número uno de la banda en Estados Unidos, Canadá y Portugal. En el 60° entrega anual de los Premios Grammy, el álbum será el premio Grammy al mejor álbum de música alternativa y «Tonite» estará a la altura de premio Grammy a la mejor grabación dance.

## Lista de canciones
En las versiones digitales, el título del álbum y los nombres de las pistas se estilizan como letras minúsculas; por ejemplo, «Call the Police» es «call the police».

| American Dream |                     |                                          |          |  |
| N.º            | Título              | Escritor(es)                             | Duración |  |
| 1.             | «Oh Baby»           | James Murphy                             | 5:49     |  |
| 2.             | «Other Voices»      | Murphy, Nancy Whang                      | 6:43     |  |
| 3.             | «I Used To»         | Murphy, Al Doyle                         | 5:32     |  |
| 4.             | «Change Yr Mind»    | Murphy, Doyle, Tyler Pope                | 4:57     |  |
| 5.             | «How Do You Sleep?» | Murphy, Doyle, Pat Mahoney, Gavin Russom | 9:12     |  |
| 6.             | «Tonite»            | Murphy, Doyle                            | 5:47     |  |
| 7.             | «Call the Police»   | Murphy, Doyle                            | 6:58     |  |
| 8.             | «American Dream»    | Murphy                                   | 6:06     |  |
| 9.             | «Emotional Haircut» | Murphy, Mahoney, Doyle, Russom           | 5:29     |  |
| 10.            | «Black Screen»      | Murphy, Doyle                            | 12:05    |  |
| 66:38          |                     |                                          |          |  |

| Edición japonesa y pista extra de relanzamiento digital |               |          |  |
| N.º                                                     | Título        | Duración |  |
| 11.                                                     | «Pulse (v.1)» | 13:42    |  |
| 82:20                                                   |               |          |  |

## Historial de lanzamientos
| País   | Fecha                   | Formato                             | Discográfica  | Catálogo no. |
| ------ | ----------------------- | ----------------------------------- | ------------- | ------------ |
| Varios | 1 de septiembre de 2017 | CD                                  | DFA, Columbia | 88985456102  |
| Varios | 1 de septiembre de 2017 | vinilo de 12"                       | DFA, Columbia | 88985456111  |
| Varios | 1 de septiembre de 2017 | Casete                              | DFA, Columbia | DFA2566      |
| Varios | 1 de septiembre de 2017 | Descarga                            | DFA, Columbia | 886446557830 |
| Japón  | 1 de septiembre de 2017 | CD                                  | Sony          | SICP-5601    |
| Varios | 6 de octubre de 2017    | Descarga, streaming (relanzamiento) | DFA, Columbia | 886446796475 |